# Mei 1934
| Deze maand                                                                                   |
| -------------------------------------------------------------------------------------------- |
| - Militaire coup in Bulgarije - Dictatuur in Letland - Ontwapeningsconferentie lijkt mislukt |

De volgende gebeurtenissen speelden zich af in mei 1934. Sommige gebeurtenissen kunnen één of meer dagen te laat zijn vermeld doordat ze op de datum staan aangegeven waarop ze bekend zijn geworden in plaats van de datum waarop ze werkelijk hebben plaatsgevonden.
- 1: De wetgevende vergadering van de Filipijnen aanvaardt het onafhankelijkheidsvoorstel van het Amerikaanse Congres, waardoor de Filipijnen binnen 10-12 jaar onafhankelijk zullen zijn.
- 1: De Oostenrijkse Bondsraad keurt de nieuwe grondwet goed.
- 1: Emil Fey treedt af als vicekanselier in Oostenrijk, en wordt bondsminister voor Openbare Veiligheid. Ernst Rüdiger Starhemberg volgt hem op als vicekanselier.
- 1: De Sovjet-Unie wenst het sluiten van een verdrag met Duitsland afhankelijk te maken van een zekerheidsgarantie door beide landen van de onafhankelijkheid van de Baltische staten. Duitsland weigert, omdat de onafhankelijkheid van de Baltische staten niet bedreigd zou zijn.
- 1: In Frankrijk keurt de Kamer een grondwetswijziging goed, waardoor de president niet meer de tussenkomst van de Senaat nodig heeft om de Kamer te ontbinden.
- 1: In Japan wordt de wet tot bescherming van de handel aangenomen. Deze geeft de regering verregaande volmachten tot het instellen, afschaffen, verhogen en verlagen van invoerrechten.
- 2: De Verenigde Staten, Bolivia, Cuba, Ecuador, El Salvador, Guatemala, Venezuela, Panama, Nicaragua, Honduras, Costa Rica en Haïti treden toe tot een niet-aanvalsverdrag dat eerder al door Argentinië, Brazilië, Chili, Paraguay, Mexico en Uruguay was ondertekend.
- 2: In de Sovjet-Unie zal het marxisme en leninisme niet meer onderwezen worden aan kinderen onder de 12 jaar, omdat deze te ingewikkeld voor hen zijn.
- 5: Mexico zal het eerder aangekondigde vertrek uit de Volkenbond niet uitvoeren. Het vertrek was slechts om financiële redenen, en deze zijn niet meer geldig.
- 7: Het Julianakanaal wordt in gebruik genomen.
- 7: De nieuwe Nederlandse spelling, zoals voorgesteld door de commissie-Marchant, zal in september in de scholen worden ingevoerd.
- 7: In België wordt het dragen van uniformen van politiek-militante groepen verboden.
- 7: De Joodse streek Birobidzjan in de Sovjet-Unie wordt een autonome oblast.
- 8: Het non-agressiepact tussen de Sovjet-Unie en Polen wordt met 10 jaar verlengd tot eind 1945.
- 9: Edward Higgins zal om gezondheidsredenen in november aftreden als voorzitter van het internationale Leger des Heils.
- 9: Een tunnel door de Apennijnen, tussen Bologna en Florence wordt in gebruik genomen.
- 11 mei: Het nieuwe Geologisch Instituut van de Universiteit van Amsterdam wordt geopend.
- 11: Het NOC besluit de uitnodiging voor deelname aan de Olympische Winterspelen 1936 en Olympische Zomerspelen 1936 aan te nemen.
- 13: Een aantal leden van de Franse RRRS, onder wie vicevoorzitter Gabriel Cudenet stapt uit de partij vanwege onenigheid met de onvoorwaardelijke steun voor de regering van nationale eenheid, zonder dat van de andere partijen vergelijkbare waarborgen zijn gevraagd.
- 14: De nieuwe haven van Harderwijk wordt geopend.
- 14: De protocollen van Rome (een verdrag tussen Italië, Hongarije en Oostenrijk) worden ondertekend.
- 15: In de Verenigde Staten worden een aantal belastingen verhoogd, vooral voor de hoge inkomens en de grote instellingen.
- 15: Het wordt leden van de SA verboden aan kerkpolitieke demonstraties deel te nemen.
- 15: Een mijngas-ontploffing zorgt voor een mijnramp in een kolenmijn in Pâturages (Henegouwen). Op 17 mei vindt een tweede ontploffing plaats; samen eisen zij 53 doden en 17 gewonden.
- 16: Kortsluiting zorgt voor een mijnramp bij Karlsruhe, waarbij 80 man vermist raken.
- 16: De Poolse minister van Buitenlandse Zaken Józef Beck bezoekt zijn Roemeense collega Nicolae Titulescu.
- 16: Kārlis Ulmanis vormt een nieuwe regering in Letland. Voor de tijd van 6 maanden wordt de uitzonderingstoestand afgekondigd, de uitvoerende macht wordt versterkt en er worden maatregelen tegen de socialisten genomen.
- 17: Saoedi-Arabië besluit tot een wapenstilstand in de strijd met Jemen in afwachting van een definitief vredesverdrag.
- 17: Het rapport van de Volkenbondscommissie betreffende de Chaco-oorlog komt uit, en vormt onder meer een aanklacht tegen de internationale wapenhandel.
- 19: In Bulgarije treedt na een militaire staatsgreep een kabinet aan onder Kimon Georgiev. Koning Boris ontbindt het parlement zonder nieuwe verkiezingen uit te schrijven, waarmee het land dus een dictatuur wordt.
- 19: In Nederland in Doorwerth wordt door Burgemeester van der Molen het eerste golfslagbad van Nederland geopend genaamd Natuurbad Doorwerth / Golfslagbad De Branding.
- 20: Na het aftreden van de regering-Jedrzejewicz in Polen, vormt Leon Kozłowski en nieuwe regering.
- 20: Een grote brand woedt in de slachthuizen van Chicago.
- 20: In Oostenrijk vinden aanslagen plaats op diverse spoorlijnen.
- 20: Conrad von Parzham wordt heilig verklaard.
- 22: Hoewel de Koninklijke Vlaamsche Academie bezwaar maakt tegen bepaalde delen van de spelling-Marchant, in het bijzonder tegen het verloren gaan van de naamvals-n, vindt zij spellingseenheid tussen Nederland en Vlaanderen belangrijker. Zij stelt voor de naamvals-n niet te laten vervallen, maar het niet schrijven daarvan niet als fout aan te rekenen.
- 23: De Lapua-beweging in Finland wordt wegens medeplichtigheid aan oproer in 1932 door de rechtbank ontbonden.
- 23: In de Sovjet-Unie wordt voor het eerst de doctorstitel uitgereikt.
- 23: Het beroemd/beruchte bankrovers-duo Bonnie en Clyde loopt in een hinderlaag van de politie en wordt doodgeschoten.
- 24: Bij een financieel schandaal in Japan betreffende geknoei met aandelen is onder meer onderminister van Financiën Kuroda betrokken.
- 24: Maurice de Broglie wordt gekozen tot lid van de Académie française. Bij twee andere vacatures kon geen kandidaat de meerderheid krijgen.
- 24: Tomáš Masaryk wordt herkozen als president van Tsjecho-Slowakije.
- 24: Aartshertog Eugen keert na 15 jaar ballingschap in Oostenrijk terug.
- 25: Diverse socialistische leiders in Oostenrijk worden uit de gevangenis ontslagen. Ze krijgen echter wel de facto huisarrest.
- 26: De Volkenbond verzoekt zijn leden de uitvoer en doorvoer van wapens naar Paraguay en Bolivia te verbieden.
- 27: In het wereldkampioenschap voetbal 1934 worden de achtste finales gespeeld. Duitsland, Zweden, Zwitserland, Tsjecho-Slowakije, Oostenrijk, Hongarije, Spanje en Italië verslaan respectievelijk België, Argentinië, Nederland, Roemenië, Frankrijk, Egypte, Brazilië en de Verenigde Staten.
- 28: In Oostenrijk wordt het standrecht afgekondigd voor bomaanslagen en openbare geweldpleging.
- 28: Colombia en Peru komen overeen het conflict betreffende Leticia op vreedzame wijze bij te leggen.
- 29: De besprekingen in de ontwapeningsconferentie worden hervat, maar de meeste sprekers zijn het erover eens dat de conferentie feitelijk reeds mislukt is.
- 30: De Dáil Éireann stemt voor de afschaffing van de Ierse senaat, maar de senaat stemt tegen.
- 30: El Salvador erkent Mantsjoekwo. China protesteert bij de Volkenbond.
- 31: In Nederland wordt door ex-leden van het Verbond van Nationalisten een nieuwe nationaalsocialistische partij opgericht, de Nationaal-Socialistische Partij onder leiding van Cornelis van der Mijle
- 31: De Kamer in België keurt een wet goed die de taalkwestie in de rechtspraak regelt. Rechtbanken in Vlaanderen gebruiken het Nederlands, in Wallonië het Frans. In Brabant is de taal per gemeente geregeld.
- 31: In Nederland worden tijdelijk de mogelijkheden van buitenlanders om aan Nederlandse universiteiten examens af te leggen, beperkt.

en verder:
- Joseph Goebbels haalt fel uit naar de katholieke kerk en de Joden.
- Stahlhelm en SA komen in Duitsland tot conflict.

← · januari · februari · maart · april · mei · juni · juli · augustus · september · oktober · november · december ·  →